# چوا
چوا (به ایتالیایی: Ceva) یک کومونه در ایتالیا است که در استان کونیو واقع شده‌است.

## خصوصیات
چوا ۴۲ کیلومترمربع مساحت و ۵٬۷۹۵ نفر جمعیت دارد و ۳۸۵ متر بالاتر از سطح دریا واقع شده‌است.

## خواهرخوانده
شهر له وال خواهرخواندهٔ چوا هست.